# 托贾区
托贾区是俄羅斯圖瓦共和國的一個区，位於該國南部，面積44,800平方公里，2010年該區人口6,020，人口密度每平方公里0.13人。

## 外部連結
- http://todzhinsky.ru/ （页面存档备份，存于）